# Mala Dobrava
Mala Dobrava je naselje v Občini Ivančna Gorica.